# Nyitrabánya
Nyitrabánya (szlovákul Handlová, németül Krickerhau) város Szlovákiában, a Trencséni kerületben, a Privigyei járásban. Hozzá tartozik Morovnó és Újgyarmat is.

## Fekvése
Privigyétől 12 km-re délkeletre, a Handlovka-patak partján fekszik.

## Története
A mai város területén a bronzkorban a lausitzi kultúra települése állt, melynek temetőjét feltárták.
Nyitrabánya Szlovákia legnagyobb bányászvárosa. A várost német aranybányászok alapították a 12. században. Ezt a korai települést azonban a tatárjárás elpusztította.
A mai település I. Lajos király 1376. március 8-án kiadott okirata alapján keletkezett, melyben a király a Seperdeo nevű területet a német Kriker Henriknek adja azzal, hogy ott házat építsen és embereket telepítsen le. A soltész hívására rövidesen mintegy 200 körmöci német család érkezett ide. 1401-ben „Krikershof”, 1492-ben „Hendellehota” néven említik. Német neve az alapító soltész nevére utal. Szlovák neve a németből való (handel = bánya, műhely). Lakói mezőgazdasággal, állattartással foglalkoztak. 1553-ban 78 adózó portája volt. 1599-ben felégették a krími tatárok. 1675-ben Handlovának 1609 lakosa volt, 109 jobbágy és 107 zsellértelekkel. 1680-ban Thököly hadai pusztították, 1682-ben a török 120 lakost hurcolt el fogságba. 1684-ben 44 ház lett a tűzvész martaléka. 1697-ben uradalmi major létesült itt. 1715-ben 90 adózó háztartása volt. 1730-ban alakult meg a szabó, valamint a kovács és lakatos céh. 1746-ban sörfőzde és két malom működött a településen. A 18. század második felében már bányásztak itt szenet a bajmóci vár szükségletére. A század végén 14 cipész, 5 kovács, 3 szabó, szűcs, ács és 2 mészáros működött a településen.
A 18. század végén Vályi András így ír róla: „HANDLOVA. Grégerhaj. Elegyes német falu Nyitra Várm. földes Ura G. Pálfy Uraság, lakosai katolikusok, fekszik Túrócz Várm. szélénél, igen meszsze terjedve Csauzának szomszédságában, nevezetes e’ vidéken uralkodó német nyelvnek szóbéli ejtése, mellyből a’ lakosokat némellyek Luzátziából, mások Turingiából valóknak tartyák, földgye soványas, és a’ záporok járják, piatzozása Körmötzön, és Privigyén van.”
1828-ban 342 házában 2393 lakos élt.
Fényes Elek 1851-ben kiadott geográfiai szótárában így ír a faluról: „Handlova, népes német falu, Nyitra vmegyében: 2393 kath. lak., s kath. paroch. templommal. Erdeje nagy; sok faeszközök készittetnek itt. Gyümölcsös-kertekkel is birnak a lakosok. F. u. gr. Pálffy Ferencz. Ut. p. Privigye.”
Borovszky Samu monográfiasorozatának Nyitra vármegyét tárgyaló része szerint: „Handlova, nagy község, a hasonnevü völgyben, a Nagy-Krics alatt, a Handlovka-patak mellett. Egyetlen utczája nem kevesebb, mint hét kilométer hosszúságban vonúl a keskeny völgy talpán. Lakosainak száma 3506, kik közt csak 100 tót van, a többi mind német. Vallásuk r. katholikus; még izr. is alig néhány él köztük. Postája van, táviró- és vasúti állomása Privigye. Lakosságáról, mely a vármegye legérdekesebb népfajai közé tartozik, más helyen bővebben irunk. Egy 1385-ből származó oklevél szerint első telepese a Hénul-család volt, mely Körmöczbányáról származott ide. A község Corvin János idejében különféle kiváltságokat élvezett. Szapolyai István Corvin Jánostól elfoglalta. Majd a Thurzók birtokába ment át; később pedig a Pálffyaké lett, kik itt jelenleg is birtokosok. Kath. temploma fallal van körülvéve. A XV. században kezdték építeni, de szentélyrészét csak a XVI. század végén építették hozzá. Kegyura gróf Pálffy János. A templomban több értékes ötvösművet őriznek; igy egy gótikus szentségtartót és egy XVI. századból eredő ezüst keresztet. A községházán számos XVII. századbeli okiratot őriznek. A helységtől délre kőszénbánya van művelés alatt; van itt továbbá gőzfűrész és gőzmalom, három vizimalom, kath. olvasó-kör, önkéntes tüzoltó egylet és több iskola. Lakosainak nagy része gyümölcstermeléssel és kereskedéssel foglalkozik.”
Az üzemszerű bányászat 1909-ben indult meg. A trianoni diktátumig Nyitra vármegye Privigyei járásához tartozott.
Vegyipara 1939-ben, élelmiszeripara főként az 1950-es években létesült. 1976-ban csatolták hozzá Újgyarmatot.

### Merénylet a szlovák kormányfő ellen
2024. május 15-én a településen – az ott tartott kihelyezett kormányülés után, a helyi kultúrház előtt – követett el fegyveres merényletet egy férfi Robert Fico hivatalban lévő szlovák miniszterelnök ellen. Sajtóbeszámolók szerint a helyszínen elfogott elkövető egy 71 éves, lévai lakhelyű író, Juraj Cintula, a szlovák írószövetség tagjainak egyike volt, aki a tettét azzal indokolta, hogy „nem értett egyet a kormány politikájával”.

## Népessége
| Év:            | 1994.  | 2004.   | 2014.   | 2024.    |
| -------------- | ------ | ------- | ------- | -------- |
| Emberek száma: | 18 185 | 17 805  | 17 518  | 15 457   |
| Eltérés:       |        | -2,08 % | -1,61 % | -11,76 % |

| Év:            | 2023.  | 2024.   |
| -------------- | ------ | ------- |
| Emberek száma: | 15 608 | 15 457  |
| Eltérés:       |        | -0,96 % |

1880-ban 3137-en lakták, ebből 2823 német, 108 magyar, 72 szlovák, 10 más anyanyelvű és 124 pedig csecsemő.
1910-ben 4248-an lakták: 3696 német, 266 magyar, 208 szlovák, 9 horvát, 8 román, 2 szerb és 59 más anyanyelvű volt.
2001-ben 18 018 lakosából 17 323 szlovák volt.
2011-ben 17 766-an lakták, ebből 16 848 szlovák, 84 magyar, 77 cseh, 62 cigány és 46 német volt.
2021-ben 16199 lakosából 51 (+25) magyar, 30 (+57) cigány, 4 (+13) ruszin, 14550 (+39) szlovák, 134 (+22) egyéb és 1430 ismeretlen nemzetiségű volt.

## Neves személyek
- Itt született 1914-ben Rózsa György költő, újságíró.
- Itt született 1947-ben Karol Dobiaš Európa-bajnok csehszlovák válogatott szlovák labdarúgó, hátvéd, középpályás, edző.
- Itt született 1960-ban Róbert Bezák szlovák római katolikus pap, redemptorista szerzetes, korábbi nagyszombati érsek.
- Itt született 1984-ben Martin Škrtel szlovák válogatott labdarúgó, középső védő, nemzeti válogatottjának csapatkapitánya volt.
- Itt dolgozott Duka Zólyomi Norbert (1908-1989) szlovákiai magyar politikus, orvostörténész.
- Itt dolgoztatták Belo Polla (1917-2000) szlovák régészt.
- Itt is gyűjtött Jankó János néprajzkutató.

## Néprajza

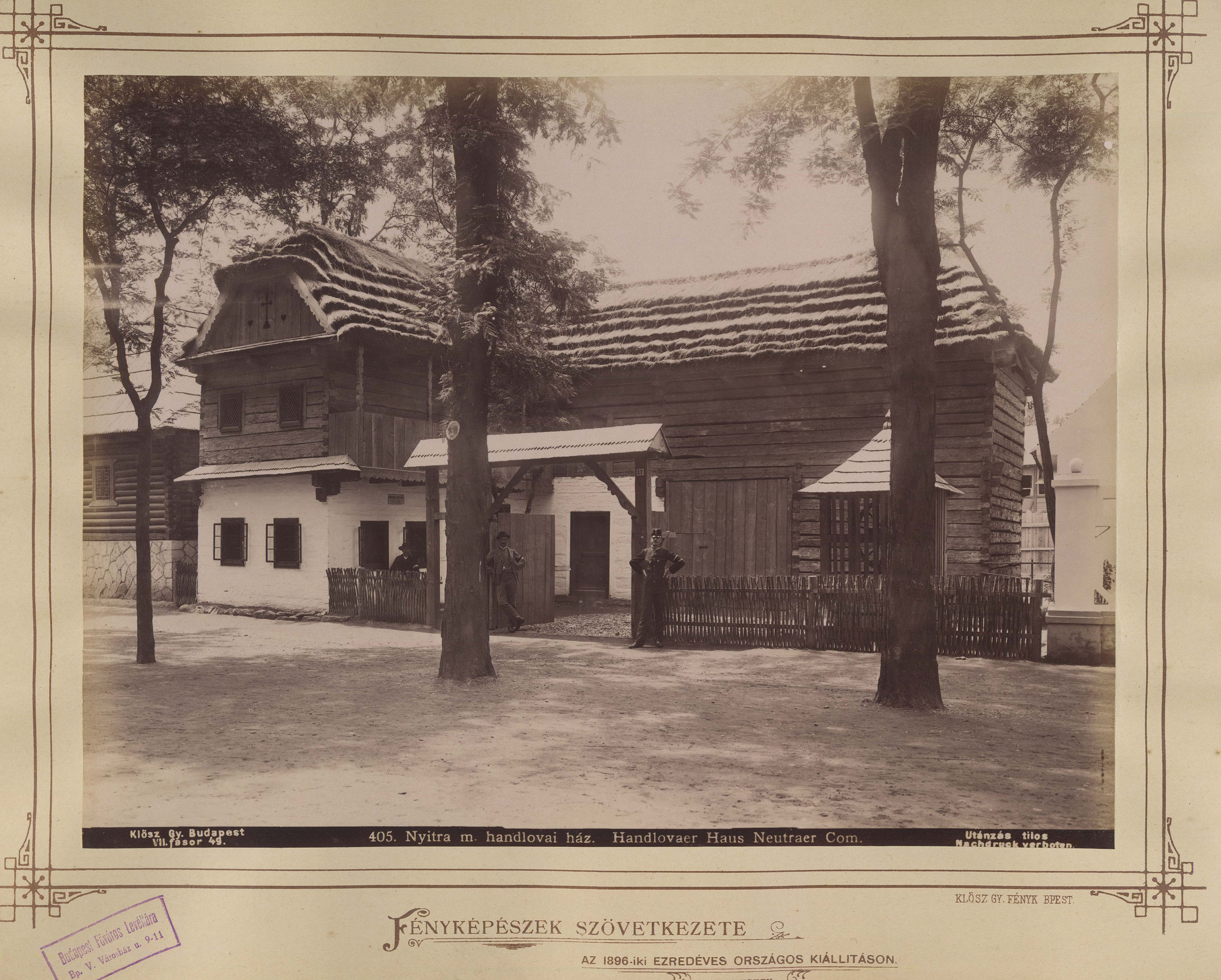
Handlovai ház a Millenniumi kiállításon

Népi építészetét fényképen többek között Jankó János néprajzkutató is megörökítette. Népviseletét Jankó János külön megemlíti „A millenniumi falu terve” című kéziratában, melyet Nyitra vármegye közgyűlési termét díszítő képgyűjtemény részeként látott Kovács Gyulával együtt, s azt javasolták a millenniumi kiállításon is bemutatni.

## Nevezetességei
- Főtéri Szent Katalin római katolikus temploma gótikus eredetű, a 14. század második felében épült. 1603-ban megújították, majd 1701-ben barokk stílusban építették át. A hívek számának növekedése miatt a 20. század elején bővítették. 1945-ben károkat szenvedett, 1958-ban megújították. Utolsó restaurálása 1996-ban történt.
- A Jó Pásztor templom 1941-ben épült.
- A Nepomuki Szent János kápolna a 18. század második felében épült késő barokk stílusban.
- A Hétfájdalmú Szűzanya kápolna a 19. század második felében késő klasszicista stílusban épült.
- Bányászemlékmű.
- Bányász-napok (szeptember elején).

## Külső hivatkozások
- Hivatalos oldal
- A város virtuális oldala
- E-obce.sk Archiválva 2022. október 26-i dátummal a Wayback Machine-ben
- Községinfó
- Nyitrabánya Szlovákia térképén